# 小外刈

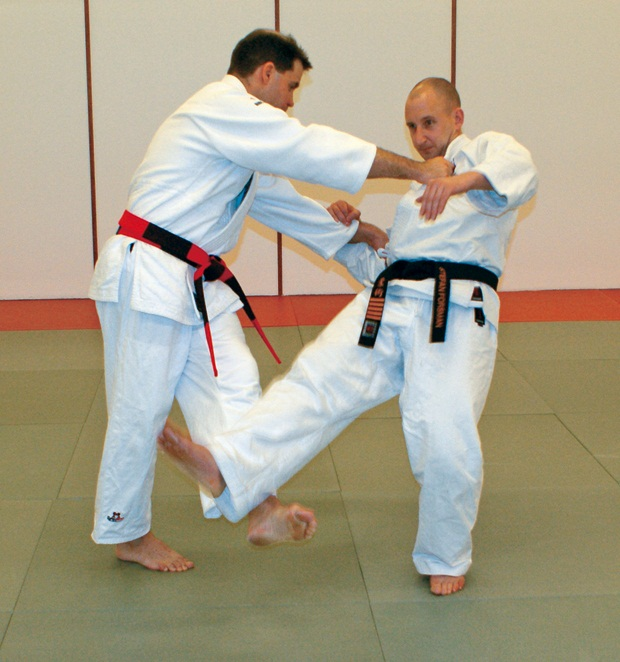
小外刈の実演

小外刈（こそとがり）は、柔道の投げ技の足技21本の一つで刈り技の一種である。講道館や国際柔道連盟 (IJF) での正式名。IJF略号KSG。別名外掛足払（そとがけあしばらい）。

## 概要
自分の脚の内側で相手の脚の外側を刈る技。前さばきで相手の両足かかとに体重が乗るように右（左）うしろすみに崩し、右（左）足の踵のやや上を爪先の方向に強く刈る。
大外刈とは崩す方向、刈る相手の脚が同じだが、刈る時に使う脚が逆である。そのため、体側に大きく踏み込む大外刈と異なり、正面からのコンパクトな動作になる。
倒す方向が前後逆になった出足払という見方もでき、技の性質としてはこちらに近い。（詳細は後述）
初心者向けの柔道本等で「左足の土踏まずを当てて刈る」解説していることが多いが、より正確には足裏の先の部位を相手の踵にあてる絶妙な動きが必要であり難易度は高い。
相手が体落や内股などで右足を踏み込んできた際に刈ると技が決まることが多い。
似た形の技に小外掛があり、こちらはより深く入って膝から下全体を掛け投げる。
相撲では、切り返しが小外刈にあたる。

### 出足払との違い
出足払とともに掛ける機会が多い技だが、小外刈との違いは次の通りである。（右組みで解説)
| -          | 小外刈                               | 出足払い                                                           |
| ---------- | ------------------------------------ | ------------------------------------------------------------------ |
| 相手の右足 | 足が畳に付き体重を乗せた瞬間         | 足が畳に付き体重が乗りかけた瞬間（まだ十分に乗り切っていない状態） |
| 掛け       | 相手の右足踵に自分の左足裏をあて刈る | 相手の右足踵に左足裏をあて払う                                     |
| 倒れ方     | 両足を開いて真下に倒れる             | 払い上げられて倒れる                                               |

以上の通り出足払と小外刈はわずかな違いであり公式審判員でも判断が難しい。古くからある柔道書には小外刈を以下のように解説してある。
| 教書                   | タイミング | 刈り方                       |
| ---------------------- | --- | ---------------------------- |
| 『通俗・柔道図解』     | 右足を進めて之に力を入れんとしたとき | 鎌の様に                     |
| 『柔道教範』           | 相手の体の重みが右足のつま先ではなくて、むしろ踵の方に乗っているとき | 親指を反らして鎌形にし       |
| 『柔道手引書』         | 前足が出て、後ろ足が遅れて前足に体の重みを託し、今や後ろ足を運んでいる様とする刹那                                                                                          | 土踏まずを当て               |
| 『拿捕業解説』         | 相手が右足を踏み出してきて今やその足に重さを乗せて畳に踏みつけようとする瞬間                                                                                                | 鎌の様に                     |
| 『柔道大観』           | 右足を大きく進め、その右足に体の重みを託した瞬間 | 親指を反らして鎌の様にし     |
| 『五教の解説』         | 相手の両踵に体の重みが乗った瞬間 | 鎌形に湾曲させ               |
| 『要説・柔道教本』     | 相手が足を出した瞬間、未だ十分に重みが乗らず、また刈られたと言っても足を上げて逃れることが 出来ないまでに体重を乗せかけてきた場合をとるがよい。早すぎても遅すぎてもいけない | 鎌のように湾曲させ           |
| 『柔道講座』           | 相手の重心が出ている足の後踵に、または両足の後踵にかかっているとき | 鎌のように曲げ               |
| 『講道館柔道』         | 受けの体がその両踵に乗るようにその右後隅に崩す | 足の内横側を鎌の刃のようにし |
| 『柔道十講』           | 受けの体勢を棒立ちにその右後隅に浮かし崩す |                              |
| 『柔道の神髄・道と術』 | ふみだしてきた足にいくらか体重がのり、全重心がまだまだ定まらないその瞬間 | 鎌形にし                     |

機会を大別すると
1. 受けが右足を踏み出して体重を乗せかけた瞬間
2. 受けが右足を踏み出して体重を乗せた瞬間、その右足踵、または両足踵を崩す

の二つに分けられる。しかし前者は出足払とまったく同じタイミングであり判断がややこしくなる。そのため講道館で検討をした結果小外刈の「技を掛ける機会」は後者であるとの見解を統一した。

## 変化

### 二段小外刈
二段小外刈（にだんこそとがり）は二段モーションの小外刈。左足で相手の前に踏み出している右足に小外刈もしくは出足払をかけて、続けざま二度目の左足での小外刈で倒す。
または、つづけざま左足で相手の左脚を後ろから刈って倒す。
もしくは右大外刈を掛けたが相手左に身体を捻って防いだ瞬間、踏み込んで右足を床につき、両手で相手を左踵に崩して、左足裏を相手の左踵にかけて刈り倒す。
極めの形が小外刈の二段小外（にだんこそと）。二段小外でも極めの形が小外掛だと二段小外掛となる。
1982年の「講道館柔道の投技の名称」制定に向けて講道館では新名称の候補に挙がったが小外刈に含めることとなり採用されなかった。
跳腰返の基本形、内股返、払腰返も「二段小外刈」と呼ばれることがあるが講道館やIJFでは小外刈に分類していない。

#### 大外返し
大外返し（おおそとがえし）は受の右脚での大外刈をこらえた後、体を右に開いて受の背後に回り左足で相手の左脚を刈り、両手を効かせて受を背後に倒す二段小外刈。1968年、柔道家の工藤一三は一般的には「大外返し」と呼ばれているが二段小外刈の一種だとしている。講道館やIJFの大外返とは異なる技である。別名大外刈返し（おおそとがりかえし）。

### ギャヴァーレ
ギャヴァーレはイランのレスリング技である小外刈。